# Praia da Lagoa

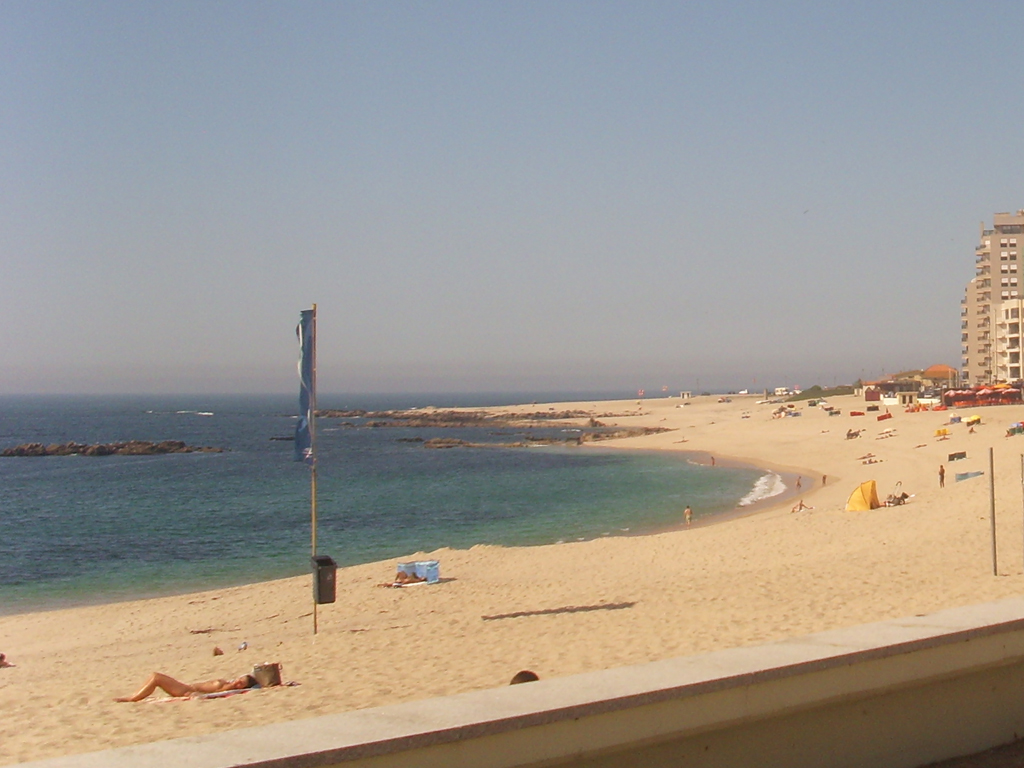
Playa da Lagoa.

La Praia da Lagoa es una playa marítima de Póvoa de Varzim (Portugal). Las playas próximas más conocidas son la Praia da Fragosa al norte y la Praia da Salgueira al sur.